# Sidirokastro (Sindiki)
Sidirokastro (griechisch Σιδηρόκαστρο [siðiˈrɔkastrɔ] (n. sg.) ‚Eisenburg‘; bulgarisch und mazedonisch Валовища/Валовишта Valovišta; türkisch Demirhisar) ist eine Kleinstadt im Regionalbezirk Serres in der nordgriechischen Region Zentralmakedonien. Sidirokastro wurde 1946 zur Stadtgemeinde (dimos) erhoben und bis 1997 durch Eingemeindungen stetig vergrößert; mit der Verwaltungsreform 2010 ging sie in der neu gegründeten Gemeinde Sindiki auf, wo sie seither einen Gemeindebezirk bildet. Sidirokastro ist zudem Gemeindesitz.

## Geographie
Sidirokastro liegt 25 km nordwestlich der Stadt Serres, zwischen den Bergen Vrondou und Angistro im Norden und dem Fluss Strymonas im Westen. Die Stadt ist durch den Krousovitis, einen der Zuflüsse des Strymonas, in zwei Bereiche geteilt. Diese sind durch zwei Brücken, "Stavrou" und "Kalkani", verbunden. Die Einwohner von Sidirokastro sind Einheimische und Flüchtlinge aus verschiedenen Orten: Kleinasien, die Melenikioi, die im Jahr 1913 nach den Balkankriegen aus dem damals bulgarisch gewordenen, jenseits der neuen Grenze gelegenen Melnik (griechisch Μελένικο Meléniko) kamen, Thraker, die aus Ostthrakien (europäische Türkei) die im Jahr 1922 kamen. Die Region ist reich an Mineralien, vor allem Mangan, Kupfer und Eisen.

## Verwaltungsgliederung
Nach der Volkszählung von 2011 lag die Einwohnerzahl von Sidirokastro bei 9294 Einwohnern. Der Gemeindebezirk Sidirokastro ist in einen Stadtbezirk und fünf Ortsgemeinschaften untergliedert und hat eine Fläche von 196,826 km²
| Stadtbezirk/ Ortsgemeinschaft | Fläche (km²) | Einwohner | Siedlungen (Einwohner) |
| ----------------------------- | ------------ | --------- | --- |
| Sidirokastro                  | 128,377      | 5.693     | Sidirokastro (Σιδηρόκαστρο (n. sg.)), 5.177 Thermopigi (Θερμοπηγή (f. sg.)), 154 Kato Ambelia (Κάτω Αμπέλια (n. pl.)), 219 Loutra (Λουτρά (n. pl.)), unbewohnt Stathmos (Σταθμός (m. sg.)), 25 Schistolithos (Σχιστόλιθος (m. sg.)), 26 Fea Petra (Φαιά Πέτρα (f. sg.)), 92 |
| Vamvakofyto                   | 16,810       | 1.061     | Vamvakofyto (Βαμβακόφυτο (n. sg.)), 1.061 |
| Kamaroto                      | 9,907        | 469       | Kamaroto (Καμαρωτό (n. sg.)), 469 |
| Strymonochori                 | 11,441       | 401       | Strymonochorio (Στρυμονοχώρι (n. sg.)), 401 |
| Charopo                       | 21,437       | 1.042     | Charopo (Χαροπό (n. sg.)), 1.042 |
| Chortero                      | 8,854        | 628       | Chortero (Χορτερό (n. sg.)), 628 |

## Wirtschaft
Die aktive Bevölkerung des Gemeindebezirks (ohne Studenten, Arbeitslose und ältere Menschen) wird auf 4000 Einwohner geschätzt, von denen 68 % im primären Sektor (Landwirtschaft) beschäftigt sind, mit den wichtigsten Produkte: Tabak, Kartoffeln, Klee, Baumwolle, Weizen, Mais, Oliven und tierische Erzeugnisse. Im sekundären Sektor (Dienstleistung) ist 18 % der Bevölkerung beschäftigt, die im öffentlichen Dienst, Banken und Geschäfte arbeitet.